# Stig Andervang
Stig Andervang, né le 8 janvier 1959, est un pilote de rallye suédois.

## Palmarès

### Titre
- Champion des Pays-Bas des rallyes : 1986 (copilote Anja Lieuwma, sur Ford RS200 grB).

### Victoires en ERC
- Double vainqueur du Rallye des Tulipes, en 1984 (copilote André Schoonenwolf, sur Ford Escort RS1800), et en 1986 (copilote Anja Lieuwma, sur Ford Escort RS2000).

### Victoires en Championnat des Pays-Bas
- Rallye des Tulipes: 1984 et 1986;
- 12 Heures d'Hellendoorn: 1984;

### Victoire en Championnat duDanemark
- Rallye Monroe: 1986;

### Podiums ERC notables
- 2e du rallye Haspengouw en 1984;
- 2e du rallye du sud de la Suède en 1986;
- 2e du rallye Hunsrück en 1986.